# (73653) 1981 EN6
(73653) 1981 EN6 – planetoida z pasa głównego asteroid okrążająca Słońce w ciągu 3,48 lat w średniej odległości 2,29 j.a. Odkryta 6 marca 1981 roku.